# Judolidia znojkoi
Judolidia znojkoi là một loài bọ cánh cứng trong họ Cerambycidae.